# 54 + 1
54 + 1 (Leído como «Cincuenta y cuatro más uno») es el álbum de estudio debut del cantante y productor venezolano Danny Ocean, publicado el 22 de marzo de 2019 por el sello discográfico Atlantic Records. El disco fue auto-producido en su totalidad por Danny Ocean,  también es mezclado y masterizado por Ricardo Sangiao (World Class Mastering) en la ciudad de Miami. El álbum contó con la participación de Carlos Ramírez como coautor de "Swing" e ingenieros de sonido como Chris Gehringer (Sterling Sound), Delbert Bowers, Gonzalo Contreras, y Carlos Escalona. La producción del álbum comenzó en junio de 2017 cuando el artista firmó para Warner Music Group. El sonido del material se basa en géneros como el Dancehall, el Pop Latino y pequeñas influencias de Reguetón, Reggae y Urbano.

## Lista de canciones
| 54+1  |                         |          |  |
| N.º   | Título                  | Duración |  |
| 1.    | «Cuando me acerco a ti» | 3:13     |  |
| 2.    | «Babylon Girl»          | 2:42     |  |
| 3.    | «Me rehúso»             | 3:25     |  |
| 4.    | «Veneno»                | 3:42     |  |
| 5.    | «Báilame»               | 4:11     |  |
| 6.    | «Muérdago»              | 3:11     |  |
| 7.    | «Gime»                  | 3:26     |  |
| 8.    | «Dembow»                | 3:35     |  |
| 9.    | «Tuyo mía»              | 2:49     |  |
| 10.   | «Kizombita para ti»     | 3:15     |  |
| 11.   | «Tel Aviv»              | 3:35     |  |
| 12.   | «Vuelve»                | 3:14     |  |
| 42:56 |                         |          |  |

| 54+1 Bonus Track |         |          |  |
| N.º              | Título  | Duración |  |
| 13.              | «Swing» | 2:35     |  |

## Significado del nombre"54+1"
Para muchos seguidores del cantante venezolano les pareció extraño y curioso del porqué el título del disco se llama así, donde todos lo asociaron a una fecha importante del artista. Sin Embargo, resultó que el número "54" significaba el apartamento en el que Ocean residía en la ciudad de Caracas, ya que de ahí le vienen muchos recuerdos y vivencias que lo hicieron ser el artista que es hoy en día. Mientras que el "+1", significa por el sencillo "Swing", siendo el único tema que coescribió con otra persona.
Y fue ahí, en medio de cuatro paredes, donde el cantautor le dio vida y rienda suelta a las melodías y que las letras de las canciones que fueron publicadas en días recientes, dejando en evidencia que cierto número de las canciones del álbum, fueron escritas hace años porque según Ocean, estas canciones existen de tiempo atrás incluso antes de “Me Rehúso” y tienen “el sonido de su cuarto”, es decir, son historias muy íntimas y personales. Priorizando siempre la honestidad de las composiciones sobre una producción sofisticada.
Un ejemplo, sería la canción titulada “Báilame”, canción más vieja en el álbum grabada antes de que Danny Ocean emigrara de Venezuela a Miami escapando la turbulenta situación del país, donde la canción se mantuvo sin cambio alguno desde que la grabó a pesar de recibir recomendaciones de añadirle cosas al mix.
Un gran acierto, es que las canciones están recargadas en las cualidades vocales del compositor y en su destreza para la mezcla de pistas, como lo es en la canción "Babylon Girl", una pieza downbeat en el que Danny juega con varios patrones rítmicos que dan testimonio de sus habilidades para crear melodías memorables.